# Flugplatz Leoben/Timmersdorf

i7
i11
i13
Der Flugplatz Leoben/Timmersdorf (auch Flugplatz Timmersdorf, ICAO-Code: LOGT) ist ein Flugplatz in der Gemeinde Traboch, Steiermark. Er liegt im Liesingtal zwischen den Orten St. Michael und Mautern auf einer Höhe von 625 m (2050 ft) MSL. Seit der Gründung wird der Flugplatz vom Alpine-Sportflieger-Club Leoben betrieben.

## Flugbetrieb
Der Flugplatz Leoben/Timmersdorf ist ein nach Sichtflugregeln operierender Flugplatz, zugelassen für Hubschrauber, Motor- und Segelflugzeuge. Der Platz, vorwiegend für den Segelflug genutzt, ist nach Anmeldung auch für die Allgemeine Luftfahrt anfliegbar (PPR). Durch die unmittelbare Nähe zum Red Bull Ring wird der Flugplatz gerne als unbürokratischer Zubringer für diverse Motorsport-Bewerbe und für das Red Bull Air Race als Nebenschauplatz genutzt.
Durch die vorwiegende Nutzung durch Segelflugzeuge gibt es in Timmersdorf zwei separate Platzrunden: eine nördlich des Platzes gelegene Platzrunde für Segelflugzeuge sowie eine Südplatzrunde für die Motorflugzeuge.
Regelmäßig werden auch Kurse zum Erwerb der Segelfluglizenz (LAPL) der Privatpilotlizenz (PPL-A) und Funkkurse angeboten.

## Infrastruktur
Der Flugplatz verfügt über eine 625 m lange Graspiste, die in nordwestlich-südöstlicher Richtung verläuft (12/30). Vorfeld, Hangar und Flugleitung befinden sich südlich der Bahn im ersten Drittel Landebahn zur Piste 30.